# Pagurus venturensis
Pagurus venturensis is een tienpotigensoort uit de familie van de Paguridae. De wetenschappelijke naam van de soort is voor het eerst geldig gepubliceerd in 1957 door Coffin.